# Сюньдянь-Хуей-Їський автономний повіт
25°33′48″ пн. ш. 103°15′21″ сх. д. / 25.56325° пн. ш. 103.25585° сх. д.
Сюньдянь-Хуей-Їський автономний повіт (кит. 寻甸回族彝族自治县, пін. Xúndiàn Huízú Yízú Zìzhìxiàn) — один із повітів КНР у складі префектури Куньмін, провінція Юньнань. Адміністративний центр — містечко Женьде.

## Географія
Сюньдянь-Хуей-Їський автономний повіт у середньому лежить на висоті близько 1870 метрів над рівнем моря на заході Юньнань-Гуйчжоуського плато  у горах Лянваншань.

### Клімат
Повіт знаходиться у зоні, котра характеризується океанічним кліматом субтропічних нагір'їв. Найтепліший місяць — липень із середньою температурою 20,4 °C. Найхолодніший місяць — січень, із середньою температурою 8,3 °С.
| Клімат повіту Сюньдянь-Хуей-Ї                      | Клімат повіту Сюньдянь-Хуей-Ї | Клімат повіту Сюньдянь-Хуей-Ї | Клімат повіту Сюньдянь-Хуей-Ї | Клімат повіту Сюньдянь-Хуей-Ї | Клімат повіту Сюньдянь-Хуей-Ї | Клімат повіту Сюньдянь-Хуей-Ї | Клімат повіту Сюньдянь-Хуей-Ї | Клімат повіту Сюньдянь-Хуей-Ї | Клімат повіту Сюньдянь-Хуей-Ї | Клімат повіту Сюньдянь-Хуей-Ї | Клімат повіту Сюньдянь-Хуей-Ї | Клімат повіту Сюньдянь-Хуей-Ї | Клімат повіту Сюньдянь-Хуей-Ї |
| Показник                                           | Січ.                          | Лют.                          | Бер.                          | Квіт.                         | Трав.                         | Черв.                         | Лип.                          | Серп.                         | Вер.                          | Жовт.                         | Лист.                         | Груд.                         | Рік                           |
| Середній максимум, °C                              | 16                            | 18,2                          | 22,1                          | 25                            | 26                            | 25,8                          | 25,5                          | 25,6                          | 23,7                          | 21                            | 18,7                          | 15,8                          | 22                            |
| Середня температура, °C                            | 8,3                           | 10,4                          | 14,1                          | 17,3                          | 19,3                          | 20,4                          | 20,4                          | 19,9                          | 18,2                          | 15,4                          | 11,5                          | 8,4                           | 15,3                          |
| Середній мінімум, °C                               | 2,7                           | 4,3                           | 7,6                           | 10,9                          | 14,2                          | 16,8                          | 17,2                          | 16,5                          | 14,9                          | 12                            | 6,8                           | 3,4                           | 10,6                          |
| Норма опадів, мм                                   | 22.4                          | 14.6                          | 17.6                          | 26.7                          | 90.6                          | 184.8                         | 214.9                         | 181.5                         | 137.3                         | 87.3                          | 29.1                          | 12                            | 1018.8                        |
| Вологість повітря, %                               | 65                            | 59                            | 54                            | 55                            | 64                            | 76                            | 81                            | 81                            | 81                            | 81                            | 75                            | 72                            | 70                            |
| -------------------------------------------------- | ----------------------------- | ----------------------------- | ----------------------------- | ----------------------------- | ----------------------------- | ----------------------------- | ----------------------------- | ----------------------------- | ----------------------------- | ----------------------------- | ----------------------------- | ----------------------------- | ----------------------------- |
| Джерело: Дані метеостанції №56781 (КНР, 1991-2020) |                               |                               |                               |                               |                               |                               |                               |                               |                               |                               |                               |                               |                               |